# سيسبان جنوبي
سيسبان جنوبي (الاسم العلمي:Sesbania notialis) هو نوع من النباتات يتبع جنس السيسبان من الفصيلة البقولية. تم وصف هذا النوع من النبات علمياً لأول مرة من قبل يان بفنغتون جيليت سنة 1963. سمي هذا النوع بالجنوبي نسبة إلى النصف الجنوبي للكرة الأرضية.